# The World Between Us
The World Between Us é uma telenovela filipina produzida e exibida pela GMA Network de 5 de julho de 2021 a 7 de janeiro de 2022, estrelada por Alden Richards, Jasmine Curtis-Smith e Tom Rodriguez.

## Elenco

### Elenco principal
- Alden Richards como Luisito "Louie" Asuncion[2]
- Jasmine Curtis-Smith como Emilia "Lia" Libradilla-Asuncion[3]

### Elenco de apoio
- Tom Rodriguez como Brian Libradilla / Delgado[4]
- Jaclyn Jose como Jacinta "Yachie" Delgado[5]
- Dina Bonnevie como Rachel Cruz-Libradilla[6]
- Sid Lucero como Eric Carlos[7]
- Kelley Day como Audrey Villacer[8]
- Yana Asistio como Jacqueline "Jackie" Carlos-Libradilla[9]
- Don Bocco como Agapito "Pitoy" Flores[9]
- Jericho Arceo como Edison Tomas[9]
- Celeste Guevarra como Aira
- Lyra Micolob como Gina

### Elenco de convidados
- Glydel Mercado como Clara Asuncion[10]
- Will Ashley como jovem Brian[11]
- Shanelle Agustin como jovem Lia[11]
- Izzy Canillo como jovem Louie[11]
- Ashley Rivera como jovem Rachel
- Dion Ignacio como Franco Libradilla
- Faye Lorenzo como jovem Yachie
- Jong Cuenco como Alvaro Villacer
- Seb Pajarillo como Aga
- Angelo Alagban como Karl
- Karl Aquino como Dexter
- Gould Aceron como Drew
- Manel Sevidal como Carla
- Ella Cristofani como Megan
- Ricky Davao[12]

## Exibição
| País/Região      | Emissora     | Data de estréia    | Data de final        | Título               |
| ---------------- | ------------ | ------------------ | -------------------- | -------------------- |
| Filipinas        | GMA Network  | 5 de julho de 2021 | 7 de janeiro de 2022 | The World Between Us |
| Estados Unidos   | GMA Pinoy TV | julho de 2021      | janeiro de 2022      | The World Between Us |
| Canadá           | GMA Pinoy TV | julho de 2021      | janeiro de 2022      | The World Between Us |
| Japão            | GMA Pinoy TV | julho de 2021      | janeiro de 2022      | The World Between Us |
| Taiwan           | GMA Pinoy TV | julho de 2021      | janeiro de 2022      | The World Between Us |
| Hong Kong        | GMA Pinoy TV | julho de 2021      | janeiro de 2022      | The World Between Us |
| Malásia          | GMA Pinoy TV | julho de 2021      | janeiro de 2022      | The World Between Us |
| Indonésia        | GMA Pinoy TV | julho de 2021      | janeiro de 2022      | The World Between Us |
| Singapura        | GMA Pinoy TV | julho de 2021      | janeiro de 2022      | The World Between Us |
| Papua-Nova Guiné | GMA Pinoy TV | julho de 2021      | janeiro de 2022      | The World Between Us |
| Austrália        | GMA Pinoy TV | julho de 2021      | janeiro de 2022      | The World Between Us |
| Nova Zelândia    | GMA Pinoy TV | julho de 2021      | janeiro de 2022      | The World Between Us |
| Europa           | GMA Pinoy TV | julho de 2021      | janeiro de 2022      | The World Between Us |
| Médio Oriente    | GMA Pinoy TV | julho de 2021      | janeiro de 2022      | The World Between Us |